# Grube Hoffnungsstollen
Die Grube Hoffnungsstollen (früher auch Grube Mättle oder Nickelbergwerk Todtmoos-Mättle; heute: Schaubergwerk Hoffnungstollen Todtmoos) ist ein am 16. Juni 2000 eröffnetes Schaubergwerk im Todtmooser Ortsteil Mättle.

## Geographie

### Lage
Das Schaubergwerk liegt im Ortsteil Mättle – einem von 12 Ortsteilen des heilklimatischen Kurorts Todtmoos im Südschwarzwald auf über 900 Meter Höhe. Vom kostenfreien Zellermoosparkplatz im Ortsteil Mättle ist der Eingang zum Bergwerk nach einem Fußmarsch von ca. 600 Metern auf leicht ansteigendem Wirtschaftsweg erreichbar. Vom Parkplatz auf dem St.-Antoni-Pass sind es über den Zellermoosweg ca. 1,5 Kilometer.

### Geologie
„Die im Bereich des Hoffnungsstollens verbreitete Todtmoos-Gneisanatexit-Formation besteht überwiegend aus hellen und feinkörnigen Paragneisen (Südschwarzwald-Gneis-Gruppe). Im nordwestlichen Teil kommt weißer Gneis („Leptinit“) vor, der im Kambrium vor etwa 580 Mio. Jahren aus hellen, sauren Vulkaniten entstanden ist. Dunkle, pyrithaltige Gneise sind in einzelnen Schollen im Tiefstollen zu sehen. Das dunkle, basische Erzmuttergestein stammt von magmatischen Tiefengesteinen (Norit, Gabbro) ab, die an der Wende vom Devon zum Karbon an einem mittelozeanischen Rücken aufdrangen. Die Gneise und erzhaltigen Gesteine wurden während der variskischen Gebirgsbildung abgesenkt und in der Zeit von 342–334 Mio. Jahren von der Wiese-Wehra-Decke überfahren. Die Erdkruste wurde dabei eingeengt und unter hohem Druck und bei hohen Temperaturen kam es zu einer Durchbewegung und teilweisen Aufschmelzung (Anatexis) sowie zur Zerlegung der Gesteinspakete in Schollen und Schuppen. Der Hauptstollen reicht bis in den hellgrauen St. Blasien-Granit, der bei der folgenden Ausdehnung der Erdkruste als Gesteinsschmelze zwischen den Gneisen seinen Platz einnahm. Granitgänge finden sich auch in den Gneisen. Im jüngeren Erdmittelalter und während des Tertiärs entstanden weitere steilstehende Störungen und tonig verwitternde Ruschelzonen. Insgesamt können im Hoffnungsstollen über 500 Mio. Jahre Erdgeschichte besichtigt werden.“

### Mineralien
Gefunden wurden hier auf einem Eisen-Kupfer-Nickel-Erzkörper (im Gegensatz zu den meisten anderen Bergwerken der Umgebung die meist Gangerze als Spaltenfüllung führen).
- Pyrrhotin
- Pentlandit früher hier auch als Horbachit nach dem Ort Horbach bezeichnet.
- Pyrit
- Markasit
- Bravoit
- Chalkopyrit
- Molybdänit

## Geschichte
1798 bemerkten Bauern auf ihren Feldern Erze. 1799 erhielten sie Schürfrechte für die Grube Todtmoos (auch Grube am Mättle) die sie dann an die Vitriolhütte in Todtmoos-Schwarzenbach verpachteten, das Magnetkies abbaute und den Schwefel- und Kupferkies aus Gersbach, Horbach und Todtmoos in einer Vitriolsiederei verarbeitete. Der Nickelgehalt wurde nicht beachtet und war Teil des Abfallprodukts. Der Abbau von Magnetkies erfolgte bis 1810 im Tagebau und nach Schließung der Vitriolhütte (1833) wurde die Grube im Mättle als bergfrei erklärt.
Friedrich August Walchner entdeckte um 1835 unter den Kieserzen auch Nickel, der zu dieser Zeit als wichtiger Rohstoff in der Stahlerzeugung verwendet wurde. Durch ihn und eine Reihe von Nachfolgern wurden Schürfstollen angelegt, die 1880 eine Länge von etwa 70 Metern hatten. 1934 führten Voruntersuchungen zur Annahme, dass es unterhalb des bestehenden Stollens relevante Nickelvorkommen geben könnte. Über drei Jahre wurden weitere 360 Meter Stollen gegraben, wobei jedoch die erhofften Vorkommen nicht gefunden wurden, sondern nur kleinere Erznester, deren Abbau nicht wirtschaftlich war. 1937 wurde die Grube geschlossen. Ab 1988 arbeiteten ehrenamtliche Helfer auf Initiative des späteren Todtmooser Ehrenbürgers Karl-Heinz Tartsch daran das ehemalige Bergwerk als Schaubergwerk zugänglich zu machen, was dann am 16. Juni 2000 erfolgte.

## Besucherbergwerk

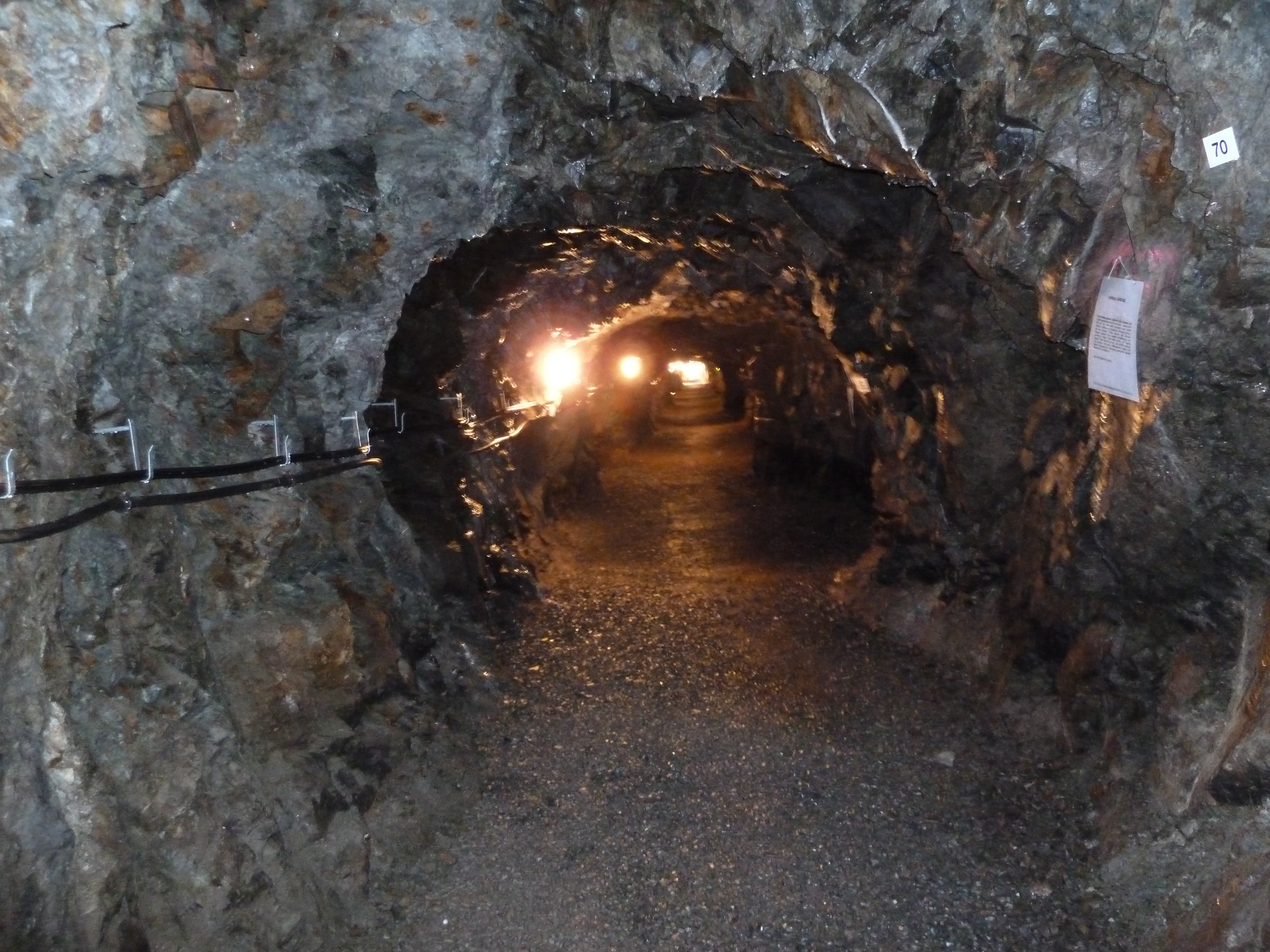
Im Bergwerk

Der Zugang erfolgt über das kleine Museum in den 155 Meter langen Tiefstollen („Hoffnungsstollen“) von dem etwa auf halber Strecke ein Querstollen nach Westen abzweigt (19 Meter). Von dort führt eine stählerne Wendeltreppe (10 Meter hoch) zum Hochbruch West. Geht man zurück zum Hauptstollen so kommt man nach ca. 30 Metern zur zweiten Wendeltreppe (17 Meter hoch) die zum Hauptstollen (57 Meter) führt. Der Rückweg führt wieder über den Tiefstollen zum Museum. Dort sind Gesteinsproben und Schaufensterpuppen mit Bergmannsausrüstung ausgestellt. Auf dem ganzen Weg sind zahlreiche Tafeln mit Erklärungen zur Geologie angebracht.